# لینا لاسون
لینا لاسون (انگلیسی: Lina Lossen؛ ۷ اکتبر ۱۸۷۸ – ۳۰ ژانویه ۱۹۵۹ (۸۰ ساله)) هنرپیشه اهل آلمان بود. او بین سال‌های ۱۹۱۹ تا ۱۹۴۵ میلادی در عرصه سینما و فیلم مشغول فعالیت بود. از جمله فیلم‌های او می‌توان به خانم جولی اشاره کرد.